# Presidentvalet i Filippinerna 2010

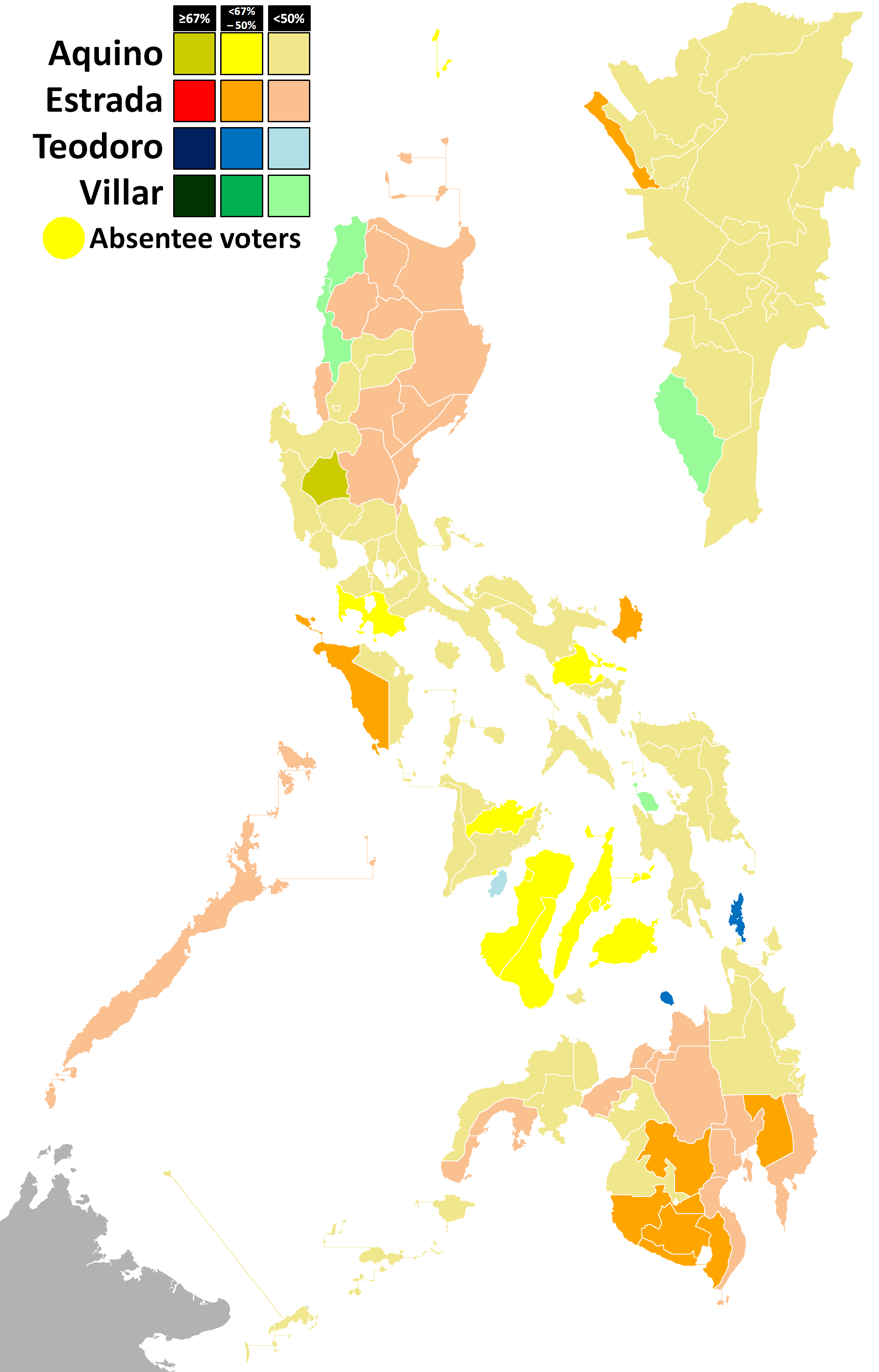
Resultat per provins och stad.

Presidentvalet i Filippinerna ägde rum måndag den 10 maj 2010. Det fanns nio presidentkandidater.  Valdeltagandet var 74,94 procent.   
Benigno Aquino III från Liberalpartiet vann med 15 208 678 röster och en röstandel på 42,08 %.

## Resultater[2]
| Kandidat  | Kandidat                 | Parti                      | Röster     | %     |
| --------- | ------------------------ | -------------------------- | ---------- | ----- |
|           | Benigno Aquino III       | Liberal Party              | 15 208 678 | 42,08 |
|           | Joseph Estrada           | Partido ng Masang Pilipino | 9 487 837  | 26,25 |
|           | Manny Villar             | Nationalista Party         | 5 573 835  | 15,42 |
|           | Gilberto Teodoro         | Lakas-Kampi-CMD            | 4 095 839  | 11,33 |
|           | Eddie Villanueva         | Bangon Pilipinas Movement  | 1 125 878  | 3,12  |
|           | Richard Gordon           | Bagumbayan-VNP             | 501 727    | 1,39  |
|           | Nicanor Perlas           | Partilös                   | 54 575     | 0,15  |
|           | Jamby Madrigal           | Partilös                   | 46 489     | 0,13  |
|           | John Carlos de los Reyes | Ang Kapatiran              | 44.244     | 0,12  |
| Slutsumma | Slutsumma                |                            | 36 139 102 |       |